# Rio Oleniok
O rio Oleniok (russo:  Оленёк; por vezes transcrito como Olenek ou Olenyok) é um importante rio do norte da Sibéria, na Rússia. Tem 2 292 km de comprimento, dos quais 1 000 km são navegáveis. Seu principal afluente é o Rio Arga-Sala.
O rio nasce no Planalto Central Siberiano, corre para o nordeste passando pela cidade do mesmo nome: Oleniok, este desemboca no mar de Laptev em Ust-Oleniok ao oeste do delta do rio Lena.
O Oleniok é famoso por sua grande quantidade de peixes que se pode capturar nas suas águas. Duas cidades russas, ambas no curso do rio, contêm o seu nome: Oleniok e Ust-Oleniok, que estão na sua foz.